# ماکسیمیلیانو اوروتی
ماکسیمیلیانو اوروتی (انگلیسی: Maximiliano Urruti؛ زادهٔ ۲۲ فوریهٔ ۱۹۹۱) بازیکن فوتبال اهل آرژانتین است.
از باشگاه‌هایی که در آن بازی کرده‌است می‌توان به باشگاه فوتبال نیولز اولد بویز، باشگاه فوتبال تورنتو، اف‌سی دالاس، و پورتلند تیمبرز اشاره کرد.